# Faravahar

Das Symbol Faravahar stellt die Seele dar, die vor der Geburt und nach dem Tod weiter existiert.

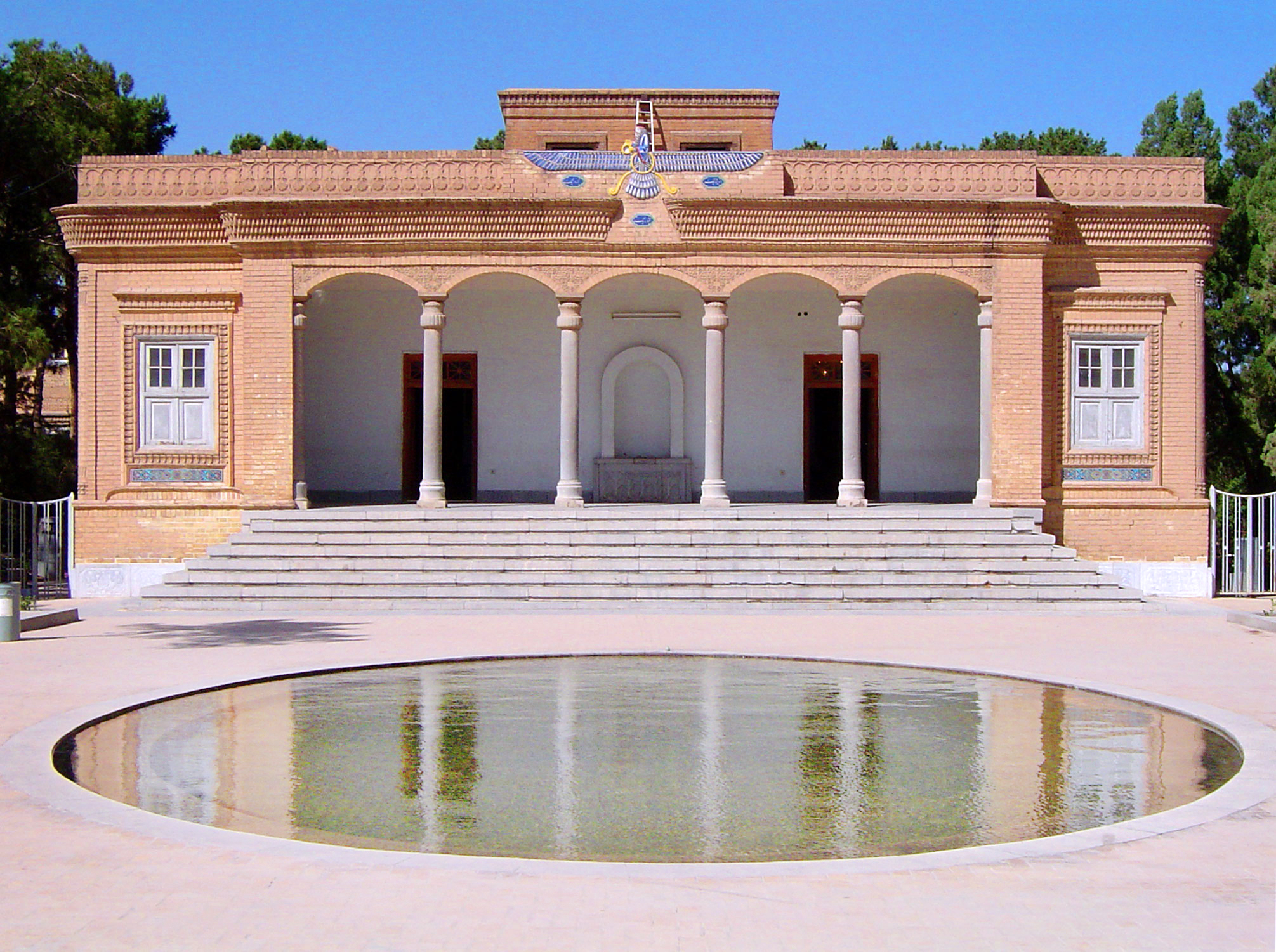
Feuertempel in Yazd

Faravahar oder Farohar, Forouhar, Firavarti, Fravahar und Farvahar (persisch فروهر) ist gemäß zoroastrischer Überlieferung ein Symbol des menschlichen Geistes, der bereits vor der Geburt und auch nach dem Tod eines Menschen weiter existiert. Es symbolisiert eine Art präexistente Seele, die Fravaschi (auch 
Frawaschi und Fravashi; persisch فَرَوَشی) genannt wird, die gemäß einer iranischen Lehre den 6000 Jahre vor seiner physischen Inkarnation geschaffenen geistigen Doppelgänger des Propheten darstelle. Das Symbol wird von Persern auch als nicht-religiöses Zeichen verwendet.
Faravahar ist ein Symbol der drei Grundprinzipien des Zoroastrismus: Gutes Denken (persisch پندار نیک, DMG pendār-e nīk), Gutes Sprechen (persisch گفتار نیک, DMG goftār-e nīk) und Gutes Tun (persisch کردار نیک, DMG kerdār-e nīk). Es gehört – wie auch viele andere Figuren und Geschichten der zoroastrischen Religion – zur Iranischen Mythologie.
Dieses Symbol sollte aber nicht – wie es häufig geschieht – als ein Bild des Gottes Ahura Mazda betrachtet werden. Gemäß Herodot gab es keine Bildnisse von Ahura Mazda, es wurde das Symbol des Lichtes bzw. des Feuers für ihn gewählt. Faravahar zeigt gegensätzlich wirkende Kräfte, die gemäß Zarathustra im Geist des Menschen (als immerwährender innerer Kampf) wirken und einen Reifungsprozess des Menschen zum Ziel haben, bevor der Geist den sterblichen Körper verlässt und (je nach Verhalten im Leben) sich einer höheren Ebene der Existenz nähern kann. Von manchen Autoren wird das so verstanden, dass das gute/göttliche Prinzip in der Person von Ahura Mazda mit dem bösen/teuflischen des Ahriman ständig im Kampf liege – auch im Sinne eines ethischen Dualismus.
Die mit der assyrischen Gottheit Aššur in Verbindung gebrachte Flügelsonne zeigt Ähnlichkeiten.
Der etymologisch wohl mit Faravahar zusammenhängende Begriff Faravaschi bezieht sich auf eine Art Schutzgeist, der den Menschen auf seinem Weg zu Gott beschützt.

## Wortherkunft
Der Name Faravahar leitet sich von dem avestischen Namen Firavarti ab. Fara oder Fira bedeutet Fliegen oder derjenige, der fliegt. Vahar oder besser gesagt varti bedeutet Wahl des Guten oder den Guten Geist auserwählen. Der Name Faravahar bedeutet also der oberste Auserwählte Gute Geist, der aus Reinheit fliegt.

## Symbol des Faravahar
1. Das Gesicht von Faravahar gleicht einem Menschen und stellt somit die Verbindung zu den Menschen her.
2. Die beiden Flügel des Bildnisses haben drei Hauptfedern und sind als Symbol für die ein „Vorwärtskommen“ ermöglichenden Grundsätze gut zu denken, gut zu reden und gut zu handeln zu deuten.
3. Der untere Teil des Faravahar besteht auch aus drei Teilen, die aber die Zeichen von schlecht zu denken, schlecht zu reden und schlecht zu handeln sind und damit von Taten, die dem Menschen Unglück bringen.
4. In beiden Seiten dieses Symbols sind zwei Schleifen enthalten, die „Spenta Mainyu“ (die gute Kraft) und „Angra Mainyu“ (die böse Kraft) bedeuten. Die erste Schleife (gute Kraft) deutet in Richtung Gesicht und die zweite (böse Kraft) in Richtung Rücken. Die Menschen sollen sich also mit dem Gesicht dem Guten zuwenden und dem Bösen den Rücken kehren, um die ihnen innewohnende Kraft des Guten zu stärken und die Kraft des Bösen in ihnen zu unterdrücken.
5. Der Rumpf von Faravahar wird von einem Kreis umgeben, dem Zeichen dafür, dass der menschliche Geist unvergänglich und damit ohne Anfang und Ende ist.
6. Eine Hand von Faravahar, die nach oben zeigt, soll den Weg zum Fortschritt weisen, der vom Menschen angestrebt werden soll. Der Ring in der anderen Hand wird mitunter als Symbol für die Treue gedeutet, die in dieser Lehre eine hohe Stellung einnimmt.[9]